# Список керівників держав 570 року
Список керівників держав 570 року — це перелік правителів країн світу 570 року
Список керівників держав 569 року — 570 рік — Список керівників держав 571 року — Список керівників держав за роками

## Європа
- Аварський каганат — каган Баян I (562–602)
- Арморика — король Теудр Великий (545–584)
- Баварія — герцог Гарибальд I (548–591)
- Британські острови:
  - Берніція — король Етельрік (568–572)
  - Бріхейніог — король Лліварх ап Рігенеу (540–580)
  - Вессекс — король Кевлін (560–591)
  - Гвінед — король Рін ап Майлгун (547–580)
  - Глівісінг — король Кадок Мудрий (523–580)
  - Дал Ріада — король Коналл I (558–574)
  - Дейра  — король Елла (560–588)
  - Дівед — король Кінгар ап Гуртевір (540–570), його змінив син король Петрок (570–595)
  - Думнонія — король Геррен ап Костянтин (560–598)
  - Дунотинг — король Дінод Товстий (525–595)
  - Ебрук — король Передур ап Эліффер (560–580)
  - Елмет — король Гваллог ап Ллаенног (560–586)
  - Ессекс — король Есквін  (527–587)
  - Каер Гвенддолеу — король Гвенддолеу ап Кейдіо (550–573)
  - Кент — король Ерменрік (534/540–564/591)
  - Мерсія — король Креода  (568–593)
  - Південний Регед — король Лліварх Старий (560–586)
  - Північний Регед — король Кінварх ап Мейрхіон (535–570), його змінив король Урієн (570–586)
  - Королівство Пік — король Сауїл Зарозумілий (525–590)
  - плем'я піктів — король Галам Кенналеф I (556–580)
  - Королівство Повіс — король Кінан Гаруін (бл. 560 — бл. 610)
  - Стратклайд(Альт Клуіт) — король Тутагуал ап Клінох (? — ок. 580)
- Бро Варох — король Макльо (560–577)
- Вестготське королівство — правили два брати король Ліува I (568–571/572) та король Леовігільд (568–586)
- Візантійська імперія — імператор Юстин II (565–578)
  - Патріарх Константинопольський — Іоанн III Схоластик (565–577)
- Ірландія — верховний король Баетан мак Ніннеда (569–586)
  - Айлех — правили два брати король Еохейд мак Домнал (566–572) та король Баетан мак Муйрхертах (566–572)
  - Коннахт — король Аед (560–577)
  - Ленстер — король Колман Мор (550–580)
  - Манстер — король Кайрпре Кромм (550–580)
  - Улад — король Демман мак Керелл (557–572)
- Королівство лангобардів — король Албойн (566–572)
  - Герцогство Сполетське — герцог Фароальд I Сполетський (570–592)
  - Герцогство Фріульське — герцог Гізульф I (568–590)
- Королівство свевів — король Теодемир  (561/566 — 570), його змінив король Міро (570–583)
- Святий Престол — папа римський Іван III (561–574)
- Франкське королівство:
  - Австразія — король Сігіберт I (561–575)
  - Бургундія — король Гунтрамн (561–592)
  - Нейстрія — король Хільперік I (561–584)
- Швеція — король Адільс (530–575)

## Азія
- Абазгія — князь Іствіне (550–580)
- Аль-Хіра (Династія Лахмідів) — цар Кабус ібн аль-Мунзір (569–573)
- Вансуан — імператор Тріє В'єт Вуонг (547–571)
- Диньяваді (династія Сур'я) — раджа Сур'я Кала (552–575)
- Джабія (династія Гассанідів) — править два брати цар Аль-Мундір III ібн аль-Харіт (569–581) та цар Абу Кіраб аль-Ну'ман ібн аль-Харіт (570–582)
- Іберійське царство — цар Бакур III (? — 580)
- Індія:
  - Вішнукундина — цар Говінда Варма II (569–573)
  - Західні Ганги — магараджа Дурвініта (529–579)
  - Камарупа — цар Стхітаварман (566–590)
  - Маітрака — магараджа Гухасена (бл. 556 — бл. 570), його змінив магараджа Дхарасена II (бл. 570 — бл. 595)
  - Династія Паллавів  — махараджа Сімхавішну (550–574)
  - Держава Пандья — раджа Кандугон (560–590)
  - Раджарата — раджа Аггабодхі I (564–598)
  - Чалук'я — араджа Кіртіварман I (566–597)
- Китай (Південні та Північні династії)
  - Династія Північна Ці — імператор Ґао Вей (565–577)
  - Династія Північна Чжоу — імператор Юйвень Юн (У-ді) (560–578)
  - Тогон — Муюн Куалюй (540–591)
  - Династія Чень — імператор Чень Сюй (Сюань-ді) (568–582)
- Корея:
  - Когурьо — тхеван (король) Пхьонвон (559–590)
  - Пекче — король Відок (554–598)
  - Сілла — ван Чінхин Великий (540–576)
- Лазіка — цар Тцат II (555–570), цього ж року Візантійська імперія перетворила державу у свою провінцію.
- Паган — король Хтун Тайк (569–582)
- Персія:
  - Держава Сасанідів — шахіншах Хосров I Анушірван (531–579)
- Тарума (острів Ява) — цар Кертаварман (561–628)
- Тюркський каганат — каган Мукан-каган (553–572)
  - на заході фактично правив брат кагана ябгу Істемі Багадур (552–576)
- Хим'яр — цар Абраха (536–570), його змінив цар Йаксум (570–577)
- Чампа — князь Рудраварман I (529–572)
- Ченла — раджа Віраварман (560–575)
- Японія — імператор Кіммей (549–571)

## Африка
- Аксумське царство — негус Йоель (бл. 555 — бл. 575)

## Північна Америка
- Цивілізація Майя:
  - Канульське царство — цар Хут ном Чаналь (551–572/573)
  - Копан — цар ?-Балам (553–578)
  - місто Паленке — священний владика Аку'ль Мо’ Нааб II (565–570)